# 大绥河
大绥河位于中华人民共和国吉林省吉林市境内，是鳌龙河右岸支流。原名“大水河”，为得水利而不受水害，故取“水”字谐音，改名“大绥河”。
大绥河发源于吉林市船营区南部磨盘山西北麓，蜿蜒向北流经大绥河水库、大绥河镇、昌邑区桦皮厂镇柳屯村、漂洋村、崔屯村等地，于王家窝堡西北汇入鳌龙河。河长40.4千米，流域面积183平方千米，河道比降1.9‰。年均径流量0.26亿立方米。大绥河流域汛期多暴雨，已发生洪水灾害。